# 恋の面影
「恋の面影」（英語: The Look of Love）は、1967年の楽曲。バート・バカラックとハル・デヴィッドが書き、ダスティ・スプリングフィールドが歌った。映画『007 カジノロワイヤル』の主題歌で1968年のアカデミー主題歌賞にノミネートされた。

## 解説
イギリス映画『007 カジノロワイヤル』の音楽を担当した当時バカラックはロンドンで活動していたが、映画の内容に戸惑いながらテーマ曲「カジノ・ロワイヤル」はハーブ・アルパートに録音させ全米27位に送り込んだ。「恋の面影」は1966年12月ジャズのスタン・ゲッツが録音し当初はインストルメンタル・ナンバーにと考えていたがハル・デヴィッドが英詩を書いたのでイギリスの女性歌手ダスティ・スプリングフィールドに録音させた。アカデミー主題歌賞こそ逃したが曲は充実した内容で、契約の関係上サントラ音源はシングルに流用できなかったため、ダスティは自らのシングルとアルバムに収録するために新たなバージョンを再録音し「あなたを愛するとき（Give me time）」のB面としてリリースしたが、アメリカではB面人気が集まりチャートの22位を記録した。
1968年、セルジオ・メンデス&ブラジル'66が録音し全米4位を記録する大ヒットとなった。

## カバー
- バート・バカラック - 1967年のアルバム『Reach Out』に収録[5]。アルバムからシングルカットされた「Reach Out For Me」のB面に収録された[6]。1970年公開の映画『真夜中のパーティー』に使用された。
- クロディーヌ・ロンジェ - 1967年のシングル「グッド・デイ・サンシャイン」のB面。
- ニーナ・シモン - 1967年のアルバム『Silk & Soul』に収録。
- セルジオ・メンデス&ブラジル'66 - 1967年のアルバム『Look Around』に収録。
- アンディ・ウィリアムス（1967）
- グラディス・ナイト&ザ・ピップス - 1968年のアルバム『Silk N' Soul』に収録。
- ジャック・ジョーンズ - 1968年のアルバム『Without Her』に収録。
- ヴァニラ・ファッジ - 1968年のシングル「Where Is My Mind」のB面[7]。
- クリス・モンテス - 1968年のアルバム『Watch What Happens』に収録。
- ファイヴ・ステアステップス - 1968年のアルバム『Our Family Portrait』に収録。
- エド・エームス（1968）
- パーシー・フェイス（1968）
- レターメン（1968）
- ウィリー・ボボ（1968）
- ナンシー・ウィルソン（1968）
- 渡辺貞夫 - 1968年のアルバム『サダオ・プレイズ・バカラック・アンド・ビートルズ』に収録。
- ライザ・ミネリ（1969）
- アニタ・カー・シンガース（1969）
- ジョニー・マティス（1968）
- ディオンヌ・ワーウィック - 1969年のアルバム『Greatest Motion Picture Hits』に収録。
- トニー・ベネット(1970）
- 奥村チヨ - 1970年のライヴ・アルバム『ナイトクラブの奥村チヨ』に収録。
- アイザック・ヘイズ - 1971年のシングル。全米79位
- シャーリー・バッシー - 1972年のアルバム『I Capricorn』に収録。
- 東京スカパラダイスオーケストラ - 1993年のアルバム『PIONEERS』に収録。
- アニタ・ベイカー - 1994年のアルバム『Rhythm of Love』に収録。
- 高橋幸宏-1995年のアルバム『Fate of Gold』に収録。
- スザンナ・ホフス - 1997年公開の映画『オースティン・パワーズ』のサウンドトラック。
- ダイアナ・クラール - 2001年のアルバム『The Look of Love』に収録。ACチャートで22位を記録
- オルネラ・ヴァノーニ - 2002年のアルバム『Sogni proibiti - Ornella e le canzoni di Bacharach』に収録。イタリア語詞。タイトルは「Magia」。
- 原田知世 - 2015年のアルバム『恋愛小説』に収録。